# 아키요시 료
아키요시 료(일본어: 秋吉 亮, 1989년 3월 21일 ~ )는 일본의 프로 야구 선수이며, 현재 퍼시픽 리그인 홋카이도 닛폰햄 파이터스의 소속 선수(투수)이다. 도쿄도 아다치구 출신이다.

## 상세 정보

### 출신 학교
- 도쿄 도립 아다치신덴 고등학교
- 주오가쿠인 대학

### 선수 경력
사회인 시대
- 파나소닉

프로팀 경력
- 도쿄 야쿠르트 스왈로스(2014년 ~ 2018년)
- 홋카이도 닛폰햄 파이터스(2019년 ~ )

국가 대표 경력
- 2017년 월드 베이스볼 클래식 일본 국가대표

### 개인 기록

#### 첫 기록
- 첫 등판·첫 선발 등판 : 2014년 4월 1일, 대 히로시마 도요 카프 1차전(MAZDA Zoom-Zoom 스타디움 히로시마), 5이닝 4실점(3자책점)에서 패전 투수
- 첫 탈삼진 : 상동, 2회말에 시라하마 유타로부터 헛스윙 삼진
- 첫 홀드 : 2014년 4월 27일, 대 주니치 드래곤스 6차전(메이지 진구 야구장), 8회초에 4번째 투수로서 구원 등판, 1이닝 무실점
- 첫 승리 : 2014년 5월 13일, 대 요미우리 자이언츠 7차전(이와키 그린 스타디움), 8회말에 4번째 투수로서 구원 등판, 1이닝 무실점
- 첫 세이브 : 2014년 5월 26일, 대 도호쿠 라쿠텐 골든이글스 2차전(메이지 진구 야구장), 9회초에 3번째 투수로서 구원 등판·마무리, 1이닝 무실점

#### 기타
- 첫 등판으로 상대한 첫 번째 타자에게 피홈런 : 1회말 3구째를 마루 요시히로에게 좌월 솔로 ※NPB 역대 64번째, 첫 등판·첫 타자에게 첫회 선두 타자 피홈런은 이 사례에서 16번째
- 올스타전 출장 : 1회(2016년)

### 등번호
- 14(2014년 ~ 2018년)
- 39(2019년 ~ )

### 연도별 투수 성적
| 연 도      | 소 속      | 등 판 | 선 발 | 완 투 | 완 봉 | 무 4 구 | 승 리 | 패 전 | 세 이 브 | 홀 드 | 승 률 | 타 자 | 이 닝 | 피 안 타 | 피 홈 런 | 볼 넷 | 고 4 | 몸 맞 | 탈 삼 진 | 폭 투 | 보 크 | 실 점 | 자 책 점 | 평 자 책 | W H I P |
| ---------- | ---------- | ----- | ----- | ----- | ----- | ------- | ----- | ----- | -------- | ----- | ----- | ----- | ----- | -------- | -------- | ----- | ---- | ----- | -------- | ----- | ----- | ----- | -------- | -------- | ------- |
| 2014년     | 야쿠르트   | 61    | 2     | 0     | 0     | 0       | 3     | 4     | 5        | 19    | .429  | 276   | 71.0  | 52       | 10       | 19    | 2    | 0     | 62       | 0     | 0     | 20    | 18       | 2.28     | 0.97    |
| 2015년     | 야쿠르트   | 74    | 0     | 0     | 0     | 0       | 6     | 1     | 0        | 22    | .857  | 305   | 76.1  | 51       | 6        | 28    | 0    | 6     | 81       | 2     | 0     | 24    | 20       | 2.36     | 1.03    |
| 2016년     | 야쿠르트   | 70    | 0     | 0     | 0     | 0       | 3     | 4     | 19       | 10    | .429  | 279   | 70.0  | 50       | 6        | 15    | 3    | 6     | 68       | 1     | 0     | 17    | 17       | 2.19     | 0.89    |
| 2017년     | 야쿠르트   | 43    | 0     | 0     | 0     | 0       | 5     | 6     | 10       | 10    | .455  | 177   | 43.0  | 38       | 3        | 11    | 1    | 1     | 39       | 2     | 0     | 17    | 16       | 3.35     | 1.14    |
| 2018년     | 야쿠르트   | 35    | 0     | 0     | 0     | 0       | 2     | 2     | 0        | 6     | .500  | 166   | 38.1  | 40       | 5        | 12    | 4    | 2     | 24       | 0     | 0     | 20    | 18       | 4.23     | 1.36    |
| 통산 : 5년 | 통산 : 5년 | 283   | 2     | 0     | 0     | 0       | 19    | 17    | 34       | 67    | .528  | 1203  | 298.2 | 231      | 30       | 85    | 10   | 15    | 274      | 5     | 0     | 98    | 89       | 2.68     | 1.06    |

- 2018년 시즌 종료 기준.
- 굵은 글씨는 시즌 최고 성적.

### 연도별 수비 성적
| 연도 | 소속     | 투수  | 투수  | 투수  | 투수  | 투수  | 투수     |
| 연도 | 소속     | 경 기 | 척 살 | 보 살 | 실 책 | 병 살 | 수 비 율 |
| ---- | -------- | ----- | ----- | ----- | ----- | ----- | -------- |
| 2014 | 야쿠르트 | 61    | 3     | 14    | 1     | 1     | .944     |
| 2015 | 야쿠르트 | 74    | 5     | 8     | 1     | 0     | .929     |
| 2016 | 야쿠르트 | 70    | 3     | 17    | 0     | 0     | 1.000    |
| 2017 | 야쿠르트 | 43    | 4     | 5     | 0     | 0     | 1.000    |
| 통산 | 통산     | 248   | 15    | 44    | 2     | 1     | .967     |

- 2017년 시즌 종료 기준.